# 胡建学
胡建学（1950年—），男，山东人，中华人民共和国政治人物。毕业于南京大学化学系，最高职务为中共山东省泰安市委书记，因为贪污受贿而被判处死缓。

## 生平
1950年，胡建学出生于山东省。1965年，加入中国人民解放军。1971年，加入了中国共产党。1990年，出任中共泰安市委副书记、市长，6月升职为中共泰安市委书记。胡建学在任职中共泰安市委书记期间，贪污巨额物资财产，1995年11月被中国共产党开除党籍、开除公职。
1996年6月，被判处死刑，缓期二年执行。

## 个人生活
胡建学热爱读书学习，他经常阅读中国古代相术书籍，长期携带《麻衣相法》、《柳庄相法》、《相术大全》，以便研究。
有“大师”预测其可当副总理，但命里缺桥，因此他下令将已按计划施工的国道改道，使其穿越一座水库，并顺理成章地在水库上修起一座大桥，帮助其“飞黄腾达”。